# Triosa cinasa
La triosa cinasa (número EC 2.7.1.28) es la enzima que cataliza la fosforilación del gliceraldehído a gliceraldehído-3-fosfato utilizando ATP.
D-gliceraldehído + ATP {\displaystyle \rightleftharpoons } D-gliceraldehído-3-fosfato + ADP
La triosa cinasa es una enzima del hígado que participa en una ruta glucolítica alternativa. Fosforila un azúcar de tres átomos de carbono (triosa) para permitir que continue a través de la ruta glucolítica estándar (glucólisis).
La etapa anterior, también diferente a la de la glicólisis normal, consiste en la conversión de la fructosa-1-fosfato a dihidroxiacetona fosfato y gliceraldehído, rompiendo un azúcar de seis átomos de carbono en dos azúcares de tres átomos de carbono.